# Mygona prochyta
Mygona prochyta är en fjärilsart som beskrevs av William Chapman Hewitson 1861. Mygona prochyta ingår i släktet Mygona och familjen praktfjärilar. Inga underarter finns listade i Catalogue of Life.